# Melinda Gainsford-Taylor

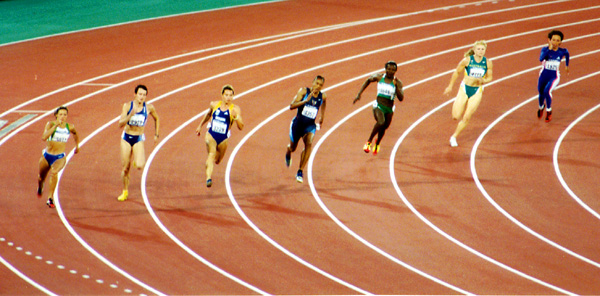

Melinda Gainsford-Taylor, född den 1 oktober 1971, är en australisk före detta friidrottare som tävlade i kortdistanslöpning.
Gainsford-Taylor hade sina främsta framgångar på 200 meter. Hon vann VM-guld inomhus 1995 och slutade på andra plats 1993. Vid VM 1997 slutade hon sjua och vid Olympiska sommarspelen 2000 blev hon sexa. 
På 100 meter var hon i tre raka VM-semifinaler (åren 1993 - 1997). Vidare blev hon bronsmedaljör vid VM 1995 som en del av stafettlaget på 4 x 400 meter. 

## Personliga rekord
- 100 meter - 11,12 från 1994
- 200 meter - 22,23 från 1997